# 신정 축구클럽 FC
신정 FC는 서울특별시에 위치한 under-12팀 유형의 축구단이다. 본래 서울신정초등학교의 축구부원으로만 구성된 축구팀이였으나, 2020년부터 클럽팀으로 전환하여 활동중이다.

## 참고 문헌
- “KFA 통합경기정보 시스템”. 대한축구협회.

## 같이 보기
- 서울신정초등학교